# Пять лет на Марсе
«Пять лет на Марсе» (англ. Five Years on Mars) — фильм режиссёра Марка Дэвиса. Произведён для канала National Geographic Channel.
В титрах фильма и на сайте телеканала National Geographic Channel название фильма указано как «Марсианские роботы» (англ. Martian Robots)

## Сюжет
Когда специалисты NASA отправляли на Марс марсоходы «Спирит» и «Оппортьюнити», они рассчитывали, что срок работы роботов продлится недолго — от девяноста дней до шести месяцев. Но девяносто дней растянулись на долгих пять лет. И краткосрочная научная миссия поиска доказательств наличия воды превратилась в одно из величайших приключений космической эры.
Марсоходы преодолели много миль враждебной равнины, поднимались на горы, выбирались из глубоких кратеров, застревали в песчаных дюнах, выживали в пыльных бурях. Получали механические повреждения, которые могли привести к гибели. Но каждый раз марсоходам удавалось справиться с трудностями. И никто не решается предположить, как долго они могут быть работоспособны на далёкой планете.
Сценаристу, продюсеру и режиссёру Марку Дэвису, известному также по документальному сериалу «Nova», и команде во главе с легендарным аниматором Дэном Маасом удалось перенести эту эпическую историю на экран в виде фильма о приключениях марсоходов «Спирит» и «Оппортьюнити» на Марсе.

## В ролях
| Актёр                                 | Роль       |
| ------------------------------------- | ---------- |
| Доминик Фрисби (англ. Dominic Frisby) | рассказчик |

## Награды
В 2009 году фильм получил документально-новостную премию «Эмми» в категории «Выдающаяся телепередача о науке, технологиях или природе» (англ. Outstanding Science, Technology and Nature Programming), а также его коллектив аниматоров был номинирован в категории «Выдающиеся личные достижения в творчестве: графический дизайн и работа художника-постановщика» (англ. Outstanding Individual Achievement in a Craft: Graphic Design and Art Direction).